# 山口ひろみ (女優)
山口 ひろみ（やまぐち ひろみ）は、1980年代に主に日活・東映系の作品で活躍した女優。

## 出演

### 映画
- 団鬼六 修道女縄地獄（1984年、日活）
- 生撮りシリーズII 体験旅行 昼顔

### テレビドラマ
- 特別機動捜査隊 （東映/NET）
  - 第766回（1976年7月21日) 「赤ちゃんの詩」
  - 第769回（1976年8月18日）「俺は許せなかった」
- ゆうひが丘の総理大臣 第12話「娘はひとつの夢にかける！」（1978年12月27日、NTV）
- 土曜ワイド劇場（松竹/ANB）
  - 江戸川乱歩の美女シリーズ 第14作「五重塔の美女」（1981年1月10日）
  - 宅配便で運ばれたヌードギャル（1986年3月8日、ABC）
- 大河ドラマ 峠の群像 第31話「大石暗殺計画」（1982年8月8日、NHK）
- ザ・ハングマンシリーズ（ABC）
  - ザ・ハングマンII 第16話「ゴッドマザーの馬鹿ムスコを吊せ」（1982年9月17日）
  - 新ハングマン「恋を引き裂く愛人バンク」（1983年9月2日）
- 特捜最前線 第267話「裸足の女警部補！」（1982年6月30日、東映/ANB）
- 大江戸捜査網（ヴァンフィル/TX）
  - 第475話「艶花一輪　闇を濡らす赤い殺意」（1983年1月22日）
  - 第487話「女牢しのび肌　禁断の闇化粧」（1983年4月16日）
- 熱帯夜 第1話「嘘ばっかしの星の下」（1983年9月9日、CX）
- 時代劇スペシャル 裏切りの報酬　追放者・九鬼真十郎（1983年12月15日、CX）
- 流れ星佐吉 第19話「幻の絵図面大騒動」（1984年8月7日、CX）
- 暴れ九庵 第5話「神の心子知らず」（1984年、KTV）
- 天使のマラソンシューズ（1999年11月23日、NHK）